# アレクサンドラ・ローチ
アレクサンドラ・ローチ（Alexandra Roach、1987年8月23日 - ）は、イギリスの女優。

## 出演作品
- Utopia -ユートピア-
- 戦場からのラブレター（ウィニフレッド・ホルトビー）
- カムバック!
- ワン チャンス（ジュルズ）
- 兵士ピースフル
- アンナ・カレーニナ
- ウィッチャーの事件簿：ロード・ヒル・ハウス殺人事件（コンスタンス・ケント）
- ニュー・トリックス〜退職デカの事件簿〜
- マーガレット・サッチャー 鉄の女の涙（若き日のマーガレット）
- ブラック・ミラー シーズン4 #6（キャリー）
- キリング・イヴ/Killing Eve シーズン3（リアン）
- ナイト・トレイン/破滅へのカウントダウン（アビー）